# Hermann (Kärnten)
Hermann (Hermann II.) († 4. Oktober 1181) aus dem Geschlecht der Spanheimer war Herzog von Kärnten von 1161 bis 1181.

## Leben und Wirken
Hermann war der jüngere Sohn von Herzog Ulrich I. und der Judith, Tochter von Markgraf Hermann II. von Baden.
Nach dem Tod seines Bruders Heinrich 1161 folgte er im Kärntner Herzogsamt nach. Er übernahm die Vogtei über Gurk, erwarb die Vogteien über die bambergischen Güter in Kärnten und erstritt sich die Vogteien über Tiffen und Treffen vom Patriarchen von Aquileia. Er hatte Auseinandersetzungen mit Markgraf Ottokar III. von Steier um die Erbschaft des Großonkels Bernhard von Trixen und mit den Heunburgern und Ortenburgern um die Vorherrschaft im Lande.
Herzog Hermann starb 1181, sein Nachfolger wurde sein Sohn Ulrich.

## Familie
Hermann war mit Agnes († 1182), der Tochter von Herzog Heinrich II., Witwe nach Stephan III. von Ungarn. Dieser Ehe entsprossen:
- Ulrich II. (* 1176; † 1202), Herzog von Kärnten (1181–1202)
- Bernhard II. (* 1180; † 1256), Herzog von Kärnten (1202–1256)